# Юркевич, Иван Данилович
Иван Данилович Юрке́вич (22 июня [5 июля] 1902, Сергеевичи, Минская губерния — 21 сентября 1991) — советский и белорусский ботаник, геоботаник и лесовод.

## Биография
Родился 22 июня (5 июля) 1902 года в деревне Сергеевичи (ныне Пуховичский район, Минская область, Беларусь). В 1925 году поступил в БГСХА, которую он окончил в 1930 году.
В 1932 — 1953 годах заведовал кафедрой лесоводства и дендрологии БЛТИ, одновременно с этим работал научным сотрудником, затем заведовал сектором и занимал должность заместителя директора Белорусского НИИ в Гомеле.
Директора Института леса (1953—1956), также заведовал отделом.
Зав. лабораторией геоботаники и директор Института экспериментальной ботаники (1956—1967).
Скончался в 1991 году.

## Научные работы
Основные научные работы посвящены изучению закономерностей распределения типов и ассоциаций лесной, луговой и болотной растительности БССР. Является последователем В. Н. Сукачёва.
Развивал учение В. Н. Сукачёва о типе лесного биогеоценоза применительно к конкретным условиям БССР.
Академик — АН БССР (1956—1991). Президент Белорусского ботанического общества (1957—1991).

## Награды и премии
- Сталинская премия третьей степени (1951) — за разработку агротехники выращивания бересклета и методов обогащения его корней и стеблей гуттой

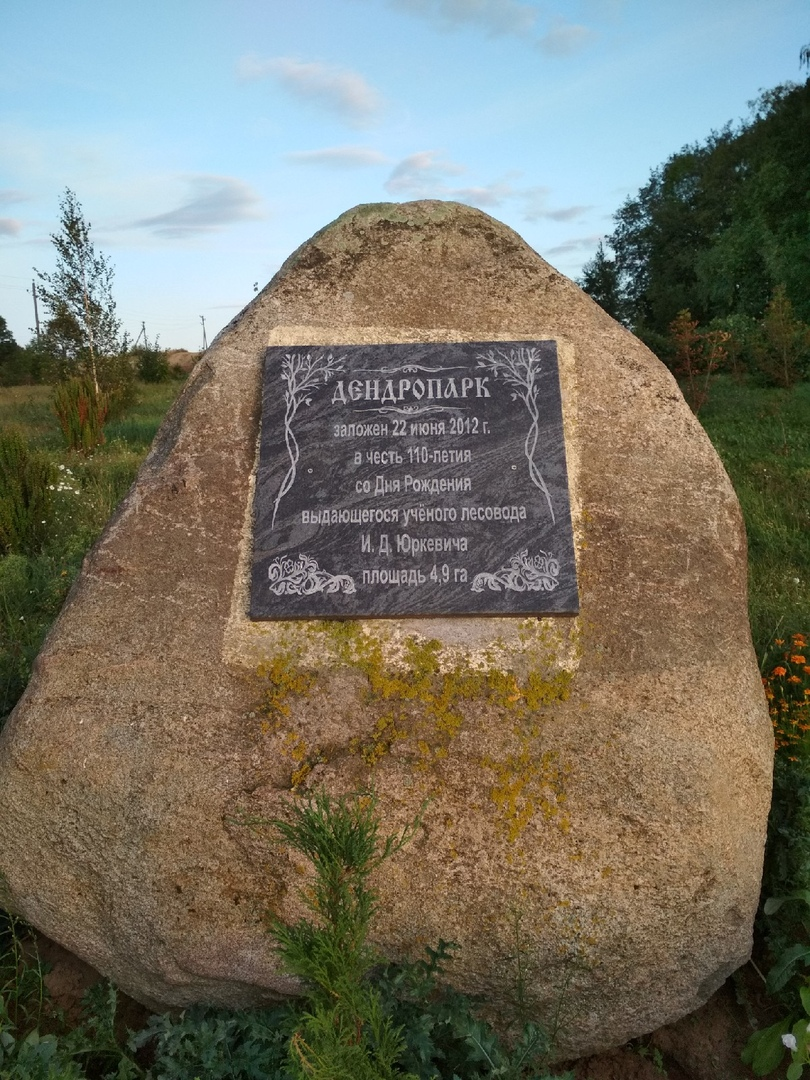
Валун с памятной табличкой в честь 110-летия со дня рождения И. Д. Юркевича в Руденске

- Валун с памятной табличкой в честь 110-летия со дня рождения И. Д. Юркевича в РуденскеГосударственная премия БССР (1972) — за цикл работ по изучению растительного покрова Белоруссии
- Орден Октябрьской революции
- Два ордена Трудового Красного Знамени
- Четыре медали
- Шесть Почётных грамот ВС БССР
- Золотая медаль ВДНХ
- Четыре медали ВДНХ

## Память
- Валун с памятной табличкой в честь 110-летия со дня рождения выдающегося учёного лесовода И. Д. Юркевича в Руденске Пуховичского района Минской области.
- Мемориальная доска в честь И. Д. Юденко в Марьино Пуховичского района Минской области.